# Eupithecia disformata
Eupithecia disformata là một loài bướm đêm trong họ Geometridae.